# نايل دونوهيو
نايل دونوهيو (بالإنجليزية: Niall Donoghue)‏ هو لاعب قذف أيرلندي، ولد في 25 أكتوبر 1990، وتوفي في 23 أكتوبر 2013.